# (1068) Nofretete
(1068) Nofretete – planetoida z pasa głównego asteroid okrążająca Słońce w ciągu 4 lat i 353 dni w średniej odległości 2,91 au. Została odkryta 13 września 1926 w Observatoire Royal de Belgique w Uccle przez Eugène’a Delporte. Nazwa planetoidy pochodzi od Nefertiti, żony faraona Echnatona. Przed nadaniem nazwy planetoida nosiła oznaczenie tymczasowe (1068) 1926 RK.